# Bradfield Highway
Der Bradfield Highway ist eine Stadtautobahn im Zentrum von Sydney im Osten des australischen Bundesstaates New South Wales. Er verbindet den Cahill Expressway und den Western Distributor im Stadtzentrum von Sydney mit dem Warringah Freeway in North Sydney. Die Sydney Harbour Bridge ist Teil dieses Highways, der mit 2,4 km Länge zu den kürzesten im Lande zählt.
Der Highway wurde nach Dr. John Bradfield benannt, einem Ingenieur, der die Ausschreibung für den Bau der Brücke überwachte.

## Geschichte
Der Bradfield Highway wurde 1932 eröffnet. Im August 1992 wurde der Sydney-Harbour-Tunnel eröffnet, der zur Reduzierung der Verkehrsstaus auf dem Highway beiträgt.
Auf dem Bradfield Highway wurden die Marathonläufe der Olympischen Sommerspiele 2000 ausgetragen.
2001 benutzten 159.587 Fahrzeuge pro Tag den Bradfield Highway.

## Ausbauzustand
Der Bradfield Highway belegt sechs Fahrspuren auf der achtspurigen Brücke. Die anderen beiden Spuren gehören zum Cahill Expressway, der im Bereich der Brücke nur Richtung Süden verläuft. In den Stoßzeiten wird die Fahrtrichtung an drei dieser Spuren gewechselt, sodass 2–5 Spuren Richtung Norden und die anderen Richtung Süden verlaufen. Außerhalb der Stoßzeiten verlaufen vier Spuren Richtung Norden und zwei Richtung Süden. Die Fahrtrichtung wird über jedem Streifen elektronisch gesteuert angezeigt. Die Fahrstreifen sind von Westen nach Osten nummeriert. Bis 1990 konnte man auch die Fahrtrichtung der 6. Spur umkehren, was aber wegen der Anbindung des Tunnels nicht mehr möglich ist.

## Kreuzungen und Anschlüsse
| Bradfield Highway                                                                            |                               |                                 |                                                                                  |
| Anschlüsse Richtung Norden                                                                   | Entfernung nach Brisbane (km) | Entfernung nach Sydney CBD (km) | Anschlüsse Richtung Süden                                                        |
| Ende Bradfield Highway weiter als Warringah Freeway nach North Sydney / Newcastle / Brisbane | 934                           | 3                               | Beginn Bradfield Highway vom Warringah Freeway                                   |
| Ende Bradfield Highway weiter als Warringah Freeway nach North Sydney / Newcastle / Brisbane | 934                           | 3                               | MAUTSTELLE                                                                       |
| SYDNEY HARBOUR BRIDGE                                                                        | 935                           | 2                               | SYDNEY HARBOUR BRIDGE                                                            |
| Beginn Bradfield Highway weiter vom Western Distributor                                      | 936,5                         | 0,5                             | Wollongong, Canberra Cahill Expressway                                           |
| Beginn Bradfield Highway weiter vom Western Distributor                                      | 936,5                         | 0,5                             | Ende Bradfield Highway weiter als Western Distributor nach Ashfield / Parramatta |